# Оржевский, Владимир Иванович
Влади́мир Ива́нович Орже́вский (1910—1985) — директор Саратовского завода технического стекла Министерства промышленности строительных материалов РСФСР. Заслуженный строитель РСФСР (1970). Герой Социалистического Труда (1975).

## Биография
Родился 1 мая 1910 года в селе Старое Дёмкино Петровского уезда Саратовской губернии (ныне Шемышейского района Пензенской области). В 1920-х годах вместе с семьёй был переселён в посёлок Ново-Дёмкино (ныне в составе посёлка Саловка Пензенского района), где окончил среднюю школу. В 1930 году, по окончании Пензенского индустриального техникума, был направлен на работу в качестве дежурного инженера на Чернятинский стекольный завод в посёлке Старь Дятьковского района Брянской области.
В 1939 году был призван в Красную армию. По окончании срочной службы работал заместителем главного инженера Ивотского (Брянская область), затем Чагодощенского (Вологодская область) стекольных заводов.
С началом Великой Отечественной войны ушёл добровольцем в народное ополчение Ленинграда, вскоре был переведён в регулярную воинскую часть. До января 1944 года воевал на Ленинградском и Карельском фронтах в миномётных частях. Проходил службу на должностях от командира взвода до начальника штаба полка. В 1942 году был награждён боевым орденом Красного Знамени.
В 1944 году был отозван с фронта постановлением Государственного Комитета Обороны и направлен начальником строительства на Гомельский стекольный завод, получив задачу восстановить завод после освобождения Белорусской ССР от оккупации. Предприятие было введено в строй в рекордно короткие сроки, несмотря на близость фронта и бомбардировки немецкой авиации.
В 1945–1954 годах работал главным инженером проекта Ленинградского проектного института «Гипростекло».
1 апреля 1952 года Министерством промышленности строительных материалов СССР был утверждён проект строительства нового предприятия, призванного обеспечить потребности страны в витринном, зеркальном, узорчатом и специальном стекле. Строительство завода началось в 1954 году в Саратове. 23 декабря 1954 года В. И. Оржевский был утверждён директором строящегося Саратовского завода технического стекла, получив объект на стадии строительства котлована. В мае 1958 года завод был введён в эксплуатацию. В 1971 году объём выпускаемой заводом продукции (полированного стекла, сталинита, стеклоблоков, зеркал, стемалита, огнеупоров, теплозвукоизоляционных материалов, стеклоткани и других изделий) составил 12 % от общего объёма продукции всей стекольной промышленности СССР.

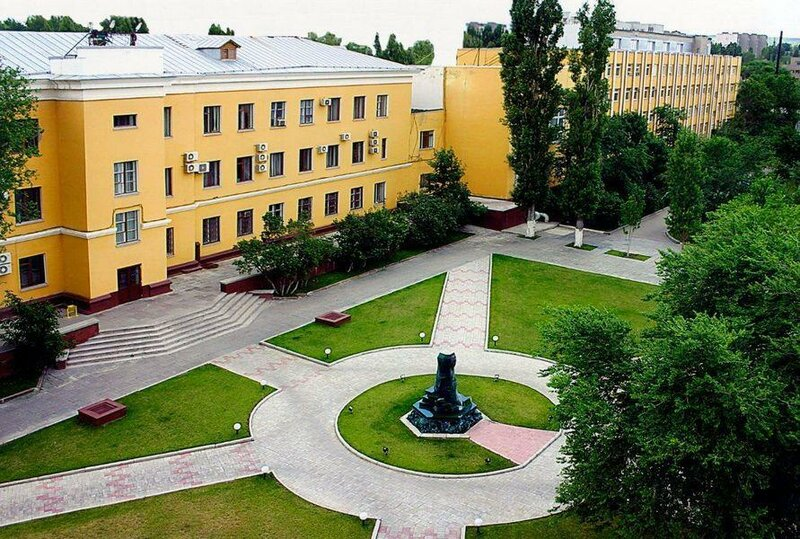
Заводоуправление Саратовстройстекло и памятник Оржевскому В.И.

Указом Президиума Верховного Совет СССР от 9 января 1975 года за заслуги в развитии стекольной промышленности и большой личный вклад при создании и досрочном освоении новой технологической линии по производству полированного стекла методом двухстадийного формования ленты стекла на расплавленном олове В. И. Оржевскому было присвоено звание Героя Социалистического Труда.
Проживал в Саратове, руководил заводом до 1984 года.
Ушёл из жизни 25 января 1985 года. Похоронен на Елшанском кладбище города Саратова.

## Награды
- орден Красного Знамени (5 января 1942 года)
- орден Трудового Красного Знамени (11 января 1962)
- 2 ордена Ленина (7 мая 1971; 9 января 1975)
- орден Октябрьской Революции (19 марта 1981)
- Почётное звание «Заслуженный строитель РСФСР» (1970)

## Память
- На территории завода Саратовстройстекло за проходной установлен памятник[3] из зеленоватого стекла в форме стелы с горельефным портретом В.И. Оржевского.[4]
- На Аллее звёзд на набережной Космонавтов установлена звезда.
- В честь В. И. Оржевского в Кировском районе Саратова в 2014 году названа улица[5].
- Группа компаний «Объединённые стекольные заводы Саратова» ежегодно вручает лучшим сотрудникам премию имени В. И. Оржевского.